# Рендольф Генрі Спенсер Черчилль
Рендольф Генрі Спенсер (1849-1895), 3-й син Джона Спенсера-Черчилля, 7-го герцога Мальборо — англійський політичний діяч,  батько Вінстона Черчилля. Відомий під титулом чемності лорд Рендольф Черчилль.  

## Біографія
У 1871 році він і його старший брат Джордж були посвячені в масонство.
Вчився в Оксфорді, одружився з дочкою американського фінансиста Дженні Джером. У 1874 році обраний до палати громад і зайняв місце у лавах консервативної партії. Спочатку виступав з промовами досить рідко, але кожна з них привертала загальну увагу і наповнювала залу. Відстоюючи консервативні принципи, Рендольф Черчилль не соромився нападати на консервативних міністрів, звинувачуючи їх у підлабузництві перед лібералами, у відсутності твердих принципів, у нехтуванні інтересами народу, у бездарності, причому дозволяв собі висловлювання, що взагалі не допускаються в англійському парламенті; ще менш соромився він на народних мітингах. У своїх промовах, бурхливих і патетичних, багатих на цитати з Шекспіра і Корнеля, завжди майже грубих, іноді саркастичних, він виявив неабиякий ораторський талант.

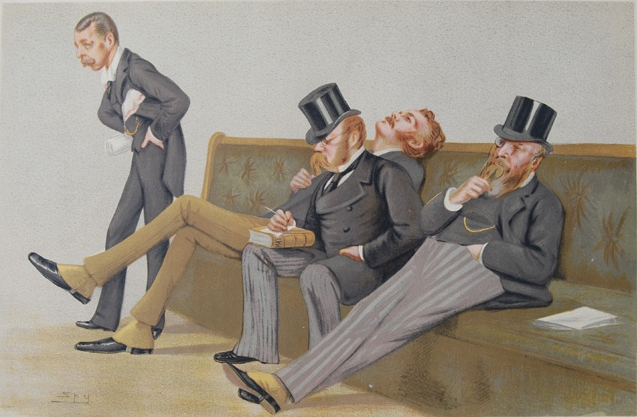
«Четверта партія», шарж з Vanity Fair, 1.12.1880, (Черчилль перший зліва)

Переобраний в 1880 році, він утворив у новій палаті особливу, так звану четверту партію, до якої, крім його самого, належали тільки Дж. Е. Горстсер Драммонд Вольф і А. Дж. Бальфур. Ця партія, ультраконсервативна в питаннях закордонної політики і церковних, а також захисту привілеїв лордів, була демократичною за вимогу загального голосування для виборів у палату громад і за деяких, взагалі досить скромних соціальних реформ (жител для робітників при пособництві держави і т. п.). Сама вона називала себе партією «консервативних демократів».
У 1880 році Рендольф Черчилль став головним борцем опозиції проти обстоюваного урядом Гладстона скасування присяги для членів палати громад (з приводу Бредло), наполягаючи на тому, що лише віруюча в Бога людина може бути добрим громадянином. Він висловився навіть проти запропонованої лібералами і підтриманої консерваторами передачі питання в комісію, бо знаходив питання абсолютно ясним, але залишився в меншості: присяга була скасована для всіх, хто заявить, що вона суперечить його переконанням. У палаті 1880-85 років Рендольф так само, як і два інші члени його партії, належали до числа найбільш часто виступаючих ораторів. Особливо охоче Черчилль мішенню для своїх нападок робив Гладстона, якого він поза палатою називав «божевільним сновидою» або «Молохом Мідлотіана».
У 1885 році, дорікаючи Гладстону в непостійності, Рендольф Черчилль доводив, що той тримався не однієї, а десяти різних політик в Ірландії, дев'яти в Центральної Азії, 18 в Єгипті, загалом 37; кожну з цих політик Рендольф Черчилль характеризував особливо; за яку ж з них голосують виборці? — іронічно запитував він. «Але що коштували народу всі ці політики? — продовжував він. — Десять політик в Ірландії обходяться в один зайвий мільйон фунтів стерлінгів щорічно; 18 єгипетських політик обійшлися в 10,5 млн військових кредитів, плюс гарантія позик хедива, плюс втрати на суецьких акціях». Через кілька днів міністерство Гладстона залишилося в меншості з фінансового питання; при проголошенні цього результату Рендольф Черчилль скочив на лаву і з криком: "ура!" підкидав до стелі свій капелюх; такі витівки він дозволяв собі часто.
У нетривкому (червень 1885 — січень 1886 років) кабінеті Солсбері Черчилль обіймав посаду міністра у справах Індії. Після загальних виборів 1885 року четверта партія більше не існувала, і Черчилль виступав на виборах і в парламенті як консерватор. У другому кабінеті Солсбері, в липні 1886 року, він отримав посаду канцлера казначейства і лідера палати громад. У ролі канцлера казначейства (міністра фінансів) він, за стислістю часу, який залишався на цій посаді, не представив палаті жодного свого бюджету, але встиг цілком виразно довести свою схильність до надзвичайно ощадливого поводження з державними грошима.
Він рішуче наполягав на досить значному скороченні витрат на армію і флот, стверджуючи, що воно могло бути зроблено без шкоди і навіть з користю для бойової готовності Англії. На його думку, англійський військовий бюджет досить високий внаслідок надмірно великих зарплатні і особливо пенсій, великого числа синекур, неекономного ведення господарства і т. д.; незважаючи на значні витрати, артилерія і озброєння піхоти в Англії набагато гірші, ніж у Німеччині чи у Франції. Солсбері та інші члени кабінету, особливо військовий міністр Сміт, не погоджувалися з цим, внаслідок чого в грудні 1886 року Рендольф Черчилль несподівано подав у відставку, мотивуючи її, між іншим, розбіжністю з товаришами з питань закордонної політики, бо він, Черчилль, не співчуває зайвому втручанню в європейські чвари. Загроза відставки була цілком звичайною практикою британського політичного шантажу в той час, але, перебільшивши свою важливість, Черчилль дійшов у загрозі до кінця і негайно зійшов з політичної сцени. Цієї помилки в подальшому ретельно уникав його знаменитий син.
Відставка Черчилля викликала співчутливий лист про нього Гладстона. Однак, довіри і співчуття до себе в широких верствах ліберальної партії Рендольф Черчилль не порушив. Зіставлення його промов за різні роки виявляло його крайню нестійкість (при великій схильності звинувачувати в тому інших); він з'являвся то крайнім протекціоністом, то прихильником свободи торгівлі; то він нападав на Гладстона за заняття Єгипту, то відмовлявся від його евакуації; стояв за широке виборче право, то нападав на реформу 1884 року за зневагу до історично сформованих інтересів; стояв за поступки ірландцям, вів агітацію проти гомруля. Всі ці зміни були наслідком імпульсивної, палкої, рвучкої натури Черчилля і ніколи не додавали йому ані прихильників, ані хоча б просто пасивних захисників.
В анонімній брошурі, виданій в Лондоні в 1887 році редакцією «Pall Mall Gazette», «Lord Randolph, Radical or Renegade?», зіставлялися різні думки Черчилля і робився висновок, що радикалом Черчилля назвати не можна, бо у нього стільки ж консервативних заяв, скільки радикальних, а ренегатом не можна вважати тому, що у нього ніколи ніяких переконань не було. При всьому тому навіть вороги, в більшості випадків не відмовляли Черчиллю в щирості, чесності і талановитості.
У наступні роки він виступав у палаті порівняно рідко, звичайно підтримуючи уряд Солсбері, а пізніше (1892-1894) гаряче нападаючи на уряд Гладстона, особливо за проєкт гомруля для Ірландії. У 1887-1892 роках Черчилль багато подорожував по Європі і по Південній Африці, подорожні нотатки про яку писав у «Daily Graphic». «Speeches» Черчилля видані в Лондоні в 1889 році.
У 1891 році, після смерті паризького посла Літтона, Солсбері хотів призначити на його місце Черчилля, але проти цього рішуче виступив французький уряд. Причиною тому були дружні стосунки Черчилля (у 1887-1889 роках) з генералом Буланже, в якому Черчилль бачив велику людину і якому пророкував торжество в недалекому майбутньому. Після візиту, зробленого йому генералом Буланже в Лондоні, Черчилль пообіцяв у найближчу поїздку у Францію віддати йому візит в Єлисейському палаці.
Похований на цвинтарі церкви Святого Мартина в Блейдоні (графство Оксфордшир).